# Sollevamento pesi ai Giochi della XVIII Olimpiade - Pesi massimi
La competizione della categoria pesi massimi (oltre 90 kg) di sollevamento pesi ai Giochi della XVIII Olimpiade si è svolta il giorno 18 ottobre 1964 alla Shibuya Kōkaidō di Tokyo.

## Regolamento
La classifica era ottenuta con la somma delle migliori alzate delle seguenti 3 prove:
- Distensione lenta
- Strappo
- Slancio

Su ogni prova ogni concorrente aveva diritto a tre alzate.

## Risultati
| Pos.    | Atleta                  | Nazione           | Peso Atleta | Totale | Distensione lenta | Distensione lenta | Distensione lenta | Strappo | Strappo | Strappo | Slancio | Slancio | Slancio |
| Pos.    | Atleta                  | Nazione           | Peso Atleta | Totale | 1                 | 2                 | 3                 | 1       | 2       | 3       | 1       | 2       | 3       |
| ------- | ----------------------- | ----------------- | ----------- | ------ | ----------------- | ----------------- | ----------------- | ------- | ------- | ------- | ------- | ------- | ------- |
| Oro     | Leonid Žabotyns'kyj     | Unione Sovietica  | 154,45      | 572,5  | 180,0             | 187,5             | 192,5             | 160,0   | 167,5   | 172,5   | 200,0   | 217,5   | 217,5   |
| Argento | Jurij Vlasov            | Unione Sovietica  | 136,40      | 570,0  | 187,5             | 192,5             | 197,5             | 162,5   | 162,5   | 162,5   | 205,0   | 210,0   | 217,5   |
| Bronzo  | Norbert Schemansky      | Stati Uniti       | 120,90      | 537,5  | 180,0             | 180,0             | 180,0             | 155,0   | 160,0   | 165,0   | 192,5   | 205,0   | 205,0   |
| 4       | Gary Gubner             | Stati Uniti       | 125,45      | 512,5  | 170,0             | 175,0             | 175,0             | 142,5   | 150,0   | 150,0   | 187,5   | 195,0   | 195,0   |
| 5       | Károly Ecser            | Ungheria          | 133,50      | 507,5  | 165,0             | 170,0             | 175,0             | 140,0   | 145,0   | 147,5   | 180,0   | 185,0   | 185,0   |
| 6       | Mohamed Mahmoud Ibrahim | Rep. Araba Unita  | 110,50      | 495,0  | 155,0             | 162,5             | 165,0             | 135,0   | 142,5   | 145,0   | 175,0   | 185,0   | 187,5   |
| 7       | Ivan Veselinov          | Bulgaria          | 115,40      | 490,0  | 160,0             | 165,0             | 165,0             | 130,0   | 135,0   | 135,0   | 180,0   | 185,0   | 190,0   |
| 8       | Hwang Ho-Dong           | Corea del Sud     | 113,00      | 482,5  | 155,0             | 160,0             | 162,5             | 130,0   | 135,0   | 140,0   | 180,0   | 185,0   | 190,0   |
| 9       | Don Oliver              | Nuova Zelanda     | 134,10      | 480,0  | 145,0             | 152,5             | 157,5             | 127,5   | 132,5   | 137,5   | 182,5   | 190,0   | 197,5   |
| 10      | Serge Reding            | Belgio            | 114,40      | 477,5  | 160,0             | 165,0             | 167,5             | 125,0   | 130,0   | 130,0   | 175,0   | 180,0   | 182,5   |
| 11      | Manfred Rieger          | Germania          | 104,15      | 475,0  | 145,0             | 150,0             | 152,5             | 135,0   | 140,0   | 142,5   | 180,0   | 185,0   | 190,0   |
| 12      | Manouchehr Boroumand    | Iran              | 112,60      | 465,0  | 155,0             | 162,5             | 162,5             | 140,0   | 140,0   | 142,5   | 170,0   | 175,0   | 175,0   |
| 13      | Arthur Shannos          | Australia         | 120,70      | 465,0  | 137,5             | 145,0             | 150,0             | 130,0   | 137,5   | 137,5   | 177,5   | 185,0   | 190,0   |
| 14      | Oun Yao-Ling            | Taiwan            | 105,80      | 460,0  | 140,0             | 147,5             | 152,5             | 132,5   | 140,0   | 145,0   | 162,5   | 167,5   | 172,5   |
| 15      | Ernesto Varona          | Cuba              | 111,50      | 457,5  | 155,0             | 155,0             | 155,0             | 115,0   | 130,0   | 130,0   | 162,5   | 172,5   | 180,0   |
| 16      | Abdul Khalik Juad       | Iraq              | 122,90      | 445,0  | 140,0             | 145,0             | 147,5             | 120,0   | 125,0   | 127,5   | 165,0   | 170,0   | 172,5   |
| 17      | Humberto Selvetti       | Argentina         | 148,20      | 445,0  | 140,0             | 150,0             | 155,0             | 120,0   | 125,0   | 130,0   | 150,0   | 155,0   | 160,0   |
| 18      | Udo Querch              | Austria           | 127,80      | 442,5  | 155,0             | 155,0             | 160,0             | 120,0   | 125,0   | 127,5   | 162,5   | 162,5   | 165,0   |
| 19      | Hadi Abdul Jabbar       | Iraq              | 120,10      | 440,0  | 145,0             | 150,0             | 152,5             | 120,0   | 125,0   | 127,5   | 160,0   | 165,0   | 165,0   |
| 20      | Brandon Bailey          | Trinidad e Tobago | 117,05      | 425,0  | 155,0             | 165,0             | 165,0             | 120,0   | 120,0   | 125,0   | 150,0   | 160,0   | 160,0   |
| -       | Eino Mäkinen            | Finlandia         | 118,35      | -      | 137,5             | 142,5             | 142,5             | 140,0   | 140,0   | -       | -       | -       | -       |